# Ida Ferenczy
Pour les articles homonymes, voir Ferenczi.
Ida von Ferenczy, née le 7 avril 1839 à Kecskemét, dans la plaine hongroise, alors dans le royaume de Hongrie, et morte le 28 juin 1928 à Vienne (Autriche), est une noble hongroise (Landadel (de)), qui fut à partir de 1864 au service de l'impératrice Élisabeth d'Autriche-Hongrie.

## Postérité
Le personnage d'Ida Ferenczy apparaît dans plusieurs films et téléfilms, notamment dans :
- 1972 : Ludwig ou le Crépuscule des dieux, film de Luchino Visconti, rôle tenu par Nora Ricci
- 1974 : La Chute des aigles, mini-série créée et produite par Stuart Burge, rôle tenu par Rosamund Greenwood
- 2006 : Prince Rodolphe : l'héritier de Sissi, téléfilm de Robert Dornhelm, rôle tenu par Stefanie Dvorak
- 2010 : Sissi : Naissance d'une Impératrice, mini-série réalisée par Xaver Schwarzenberger, rôle tenu par Katy Saunders